# هندرسون ضد الولايات المتحدة

هندرسون ضد الولايات المتحدة محاكمة مشهورة حدثت في 1950 قررت فيها المحكمة العليا في الولايات المتحدة إبطال الفصل العنصري في عربات طعام القطارات.